# 166 av. J.-C.
Cette page concerne l'année 166 av. J.-C. du calendrier julien proleptique.

## Événements
- 30 janvier (15 mars 588 du calendrier romain) : début à Rome du consulat de Caius Sulpicius Gallus et Marcus Claudius Marcellus[1].
  - Prusias II de Bithynie, beau-frère de Persée, se rend à Rome avec son fils Nicomède II pour se mettre au service des Romains et se déshonore par sa bassesse.
- 19 février (4 avril 588 du calendrier romain) : ouverture à Rome des jeux Mégalésiens. Le poète comique latin Térence y fait représenter sa comédie L'Adrienne[1].
- Rome restitue à Athènes quelques clérouquies (Lemnos, Imbros, Skyros). Rome installe à Délos un port franc et un marché aux esclaves[2]. Cela marque la fin de l'hégémonie de Rhodes en Méditerranée orientale. Selon Strabon, on assiste à des ventes de plus de 10 000 esclaves par jour sur le marché de Délos, ce qui ne semble pas vraisemblable[3].
- Antiochos IV organise des jeux à la mode romaine à Daphnè, près d'Antioche. Peu après, il reçoit une délégation conduite par Sempronius Gracchus et renouvelle avec lui le traité de paix d'Apamée[4].
- Incursion des Xiongnu en Chine. Une armée de 140 000 cavaliers s'approche à 300 li de la capitale[5].

## Décès
- Persée, dernier roi de Macédoine de la dynastie des Antigonides, en captivité à Alba Fucens en Italie centrale.
- Mattathias, fondateur de la dynastie des Hasmonéens (entre le 20 avril 166 et le 4 avril 165)[6].